# Lisa Jakub
Lisa Jakub (ur. 27 grudnia 1978 w Toronto) – kanadyjsko-amerykańska aktorka.

## Wczesne życie i kariera
Urodziła się w Toronto. Po raz pierwszy zagrała w filmie Eleni, obok Kate Nelligan oraz Johna Malkovicha. Popularność zyskała rolą Lydii Hillard w filmie Pani Doubtfire. Zagrała też młodą aktywistkę Sandrę w filmie Przedstawienie. Miała również spore role w filmach Dzień Niepodległości, Piękna i Bestia i grała "inspirację" dla księżniczki Leii w krótkim filmie George Lucas in Love. Zagrała też w filmie Picture Perfect oraz kurtyzanę w filmie Painted Angels.

## Filmografia
- 1985 – Eleni
- 1993 – Przedstawienie
- 1993 – Pani Doubtfire
- 1996 – Dzień Niepodległości
- 1997 – Painted Angels
- 1997 – Piękna i Borys Bestia
- 1999 – George Lucas in Love